# (4869) Пиотровский
(4869) Пиотровский (лат. Piotrovsky) — типичный астероид главного пояса, открыт 26 октября 1989 года советским астрономом Николаем Черных в Крымской астрофизической обсерватории и 22 февраля 1997 года назван в честь археолога Бориса Пиотровского и востоковеда Михаила Пиотровского.

## Обнаружение и именование
(4869) Пиотровский
Открыт 26 октября 1989 года в Научном Н. С. Черных.
Назван в память о выдающемся археологе Борисе Борисовиче Пиотровском (1908—1990), много лет возглавлявшем Эрмитаж в Санкт-Петербурге. Название также присвоено в честь его сына Михаила Борисовича Пиотровского (р. 1944), известного востоковеда, сменившего своего отца на посту директора Эрмитажа. Название предложено первооткрывателем по представлению Института теоретической астрономии.
Оригинальный текст (англ.)4869 Piotrovsky
Discovered 1989-10-26 by Chernykh, N. S. at Nauchnyj.
Named in memory of the outstanding archaeologist Boris Borisovich Piotrovsky (1908—1990), director of the Hermitage museum in St. Petersburg for many years.  The name also honors his son Mikhail Borisovich Piotrovsky (b. 1944), a well-known orientalist who succeeded his father as Hermitage director.  Name proposed by the discoverer following a suggestion by the Institute of Theoretical Astronomy.
Источники: DISCOVERY.DB; M.P.C. 29144.

## Орбита

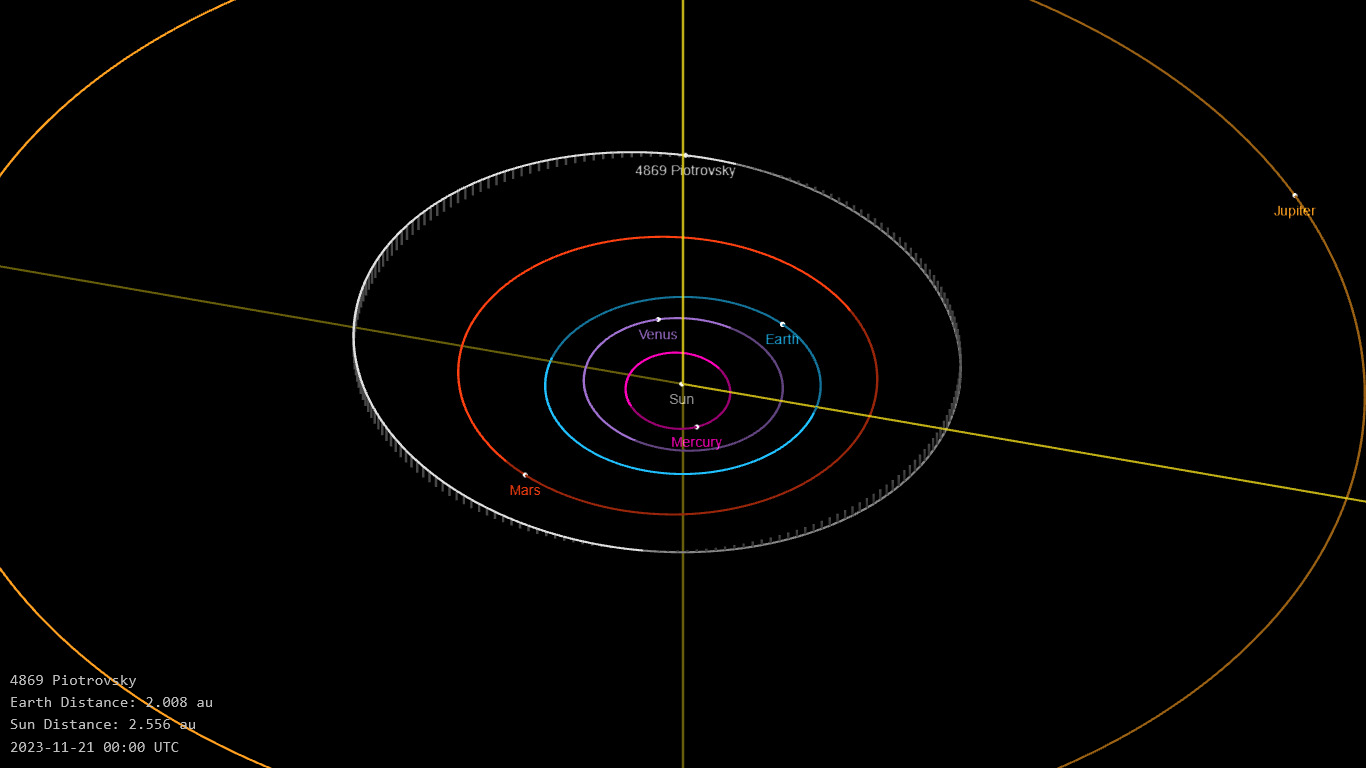
Орбита астероида Пиотровский и его положение в Солнечной системе

## Физические характеристики
Астероид относится к таксономическому классу S.
По результатам наблюдений в видимом и ближнем инфракрасном диапазоне космического телескопа NEOWISE диаметр астероида сначала оценивался равным 6,467±0,044 км, позже — 5,44±1,02 км и 6,278±0,128 км. Согласно тем же источникам альбедо оценивается как 0,2025±0,0376, 0,26±0,10 и 0,215±0,030.